# Barthold Stürgkh
Barthold Stürgkh (* 26. November 1898 in Halbenrain; † 22. Juni 1965 in Wien; bis 1919 Graf Stürgkh) war ein österreichischer Landwirt und Politiker (CS/VF/ÖVP). 

## Leben
Stürgkh stammte aus der altösterreichischen gräflichen Adelsfamilie und war ein Neffe des 1916 ermordeten Ministerpräsidenten Graf Karl Stürgkh. Im Ersten Weltkrieg leistete er Kriegsdienst als Leutnant und studierte im Anschluss Forstwirtschaft in München. Zwischen 1921 und 1931 war er Bürgermeister der Gemeinde Halbenrain in der Südoststeiermark. In derselben Zeit war er auch Kreisleiter des Steirischen Heimatschutzes für den Bezirk Radkersburg und verhalf Walter Pfrimer nach dessen Putsch im Jahr 1931 zur Flucht nach Jugoslawien. Kurzzeitig war Stürgkh deshalb inhaftiert. Später wandte er sich dem regierungstreuen Flügel der steirischen Heimwehren um Egon Berger-Waldenegg zu und war zwischen 1934 und 1936 „Landesstatthalter“ (entspricht dem heutigen Landeshauptmann-Stellvertreter) der Steiermark sowie führender Heimwehrfunktionär. In der Vaterländischen Front war er Landesführer-Stellvertreter.
Am Zweiten Weltkrieg nahm Stürgkh wiederum als Offizier teil und trat nach seiner Heimkehr der neu gegründeten Steirischen Volkspartei bei, die er zwischen 1949 und 1965 im Nationalrat vertrat.
Neben seiner politischen Tätigkeit war Barthold Stürgkh vielfacher Funktionär in der land- und forstwirtschaftlichen Standesvertretung. Seit 1979 verleiht ein Kuratorium land- und forstwirtschaftlicher Organisationen den „Barthold-Stürgkh-Preis“ an Personen die sich besondere Verdienste um die Hebung des allgemeinen Verständnisses für die Land und Forstwirtschaft erworben haben.
In Bad Radkersburg ist die Barthold Stürgkh-Straße ⊙ nach ihm benannt.